# Хадатаёганлор
Хадатаёганлор (устар. Хадата-Юган-Лор) (от ненецкого хадата — еловый, от хантыйского юган — река, лор — озеро) — система озёр на Полярном Урале в течении реки Большой Хадаты, у подножья хребта Изъяхой. Состоит из Большого и Малого озера, соединённых перемычкой длиной около километра и шириной 20-50 метров.

## Название
Название происходит от реки Хадаты (еловой), названной так по наличию елового леса в нижнем течении (хотя на берегах самих озёр леса нет). Корень «юган» типичен для хантыйских названий рек, а «лор» — озёр. Объединение обоих слов в одном названии обусловлено вытянутой формой озёр, расположенных в расширениях русла питающей их реки.

## Малое Хадатаёганлор
Озеро Малое Хадатаёганлор 67°36′20″ с. ш. 65°55′20″ в. д. расположено выше по течению. Вытянуто с севера на юг и состоит из двух плёсов, разделённых небольшой перемычкой. Длина около 4 км, ширина до 700 м. Южный берег частично заболочен, далее на юг постепенно повышается, образуя широкую долину у подножья горы Харнаурды-Кеу. Юго-западный конец озера лежит всего в нескольких километрах восточнее главного водораздела Уральских гор, разделяющего Европу и Азию, а также республику Коми и Тюменскую область. Через водораздел возможен волок в русло ручья Изъяшор По Каре, Большой Каре, Щучьей и Усе (бассейн Печоры). В средней части берега крутые, местами со скальными выходами. Северный берег также сильно заболочен из-за обилия ручьёв, стекающих с гор. Как и большинство озёр в регионе, Малое Хадатаёганлор имеет небольшую глубину из-за мелкого залегания вечной мерзлоты. Дно в южной части песчаное, в северной части (более глубокой) — каменистое.

## Большое Хадатаёганлор
Озеро Большое Хадатаёганлор 67°36′10″ с. ш. 66°02′00″ в. д. вытянуто с запада на восток, имеет длину около 5 км при ширине 200—400 метров, оно глубже и полноводнее Малого. Водное зеркало расположено на высоте 210 м над уровнем моря. Северный берег крутой, местами обрывистый, южный более пологий, порос кустарником (карликовая берёза, ива). Дно каменистое. Из восточной оконечности озера вытекает река Большая Хадата, принадлежащая бассейну Оби. Здесь расположены домики бывшей метеостанции (ныне заброшенной), от которых вдоль русла Хадаты тянется широкая вездеходная дорога к восточным предгорьям Урала.

## Охранный статус
С 1997 года оба озера, как и вся прилегающая к ним территория, отнесены к территории Горнохадатинского биологического заказника. После реорганизации в 2014 году территория заказника вошла в территорию природного парка Полярно-Уральский в виде участка. Ниже представлено описание границ участка Горнохадатинского в окрестностях озёр:

Далее граница проходит по правому берегу р. Щучья (Пыряяха) до устья р. Бол. Хадата и вверх по правому берегу р. Бол. Хадата до устья р. Гэнахадата до места пересечения её с административной границей Ямало-Ненецкого автономного округа, до точки, расположенной в 8,5 км по прямой к западу от устья руч. Каскадный и в 5,5 км к югу от восточной оконечности оз. Бол. Хадатаеганлор. От этой точки граница следует общим западным, затем восточным и северным направлениями, совпадая с административной границей округа, по водоразделу рек Изъяшор, Бол. Бадьяшор, Мал. Уса с одной стороны и рек Бол. Хадыта, Мал. и Бол. Щучья с другой стороны.

На территории заказника проводятся работы по реакклиматизации мускусного быка (овцебык) и акклиматизации бизона. Охота категорически запрещена.

## Фото
Фото окрестностей озёрной системы

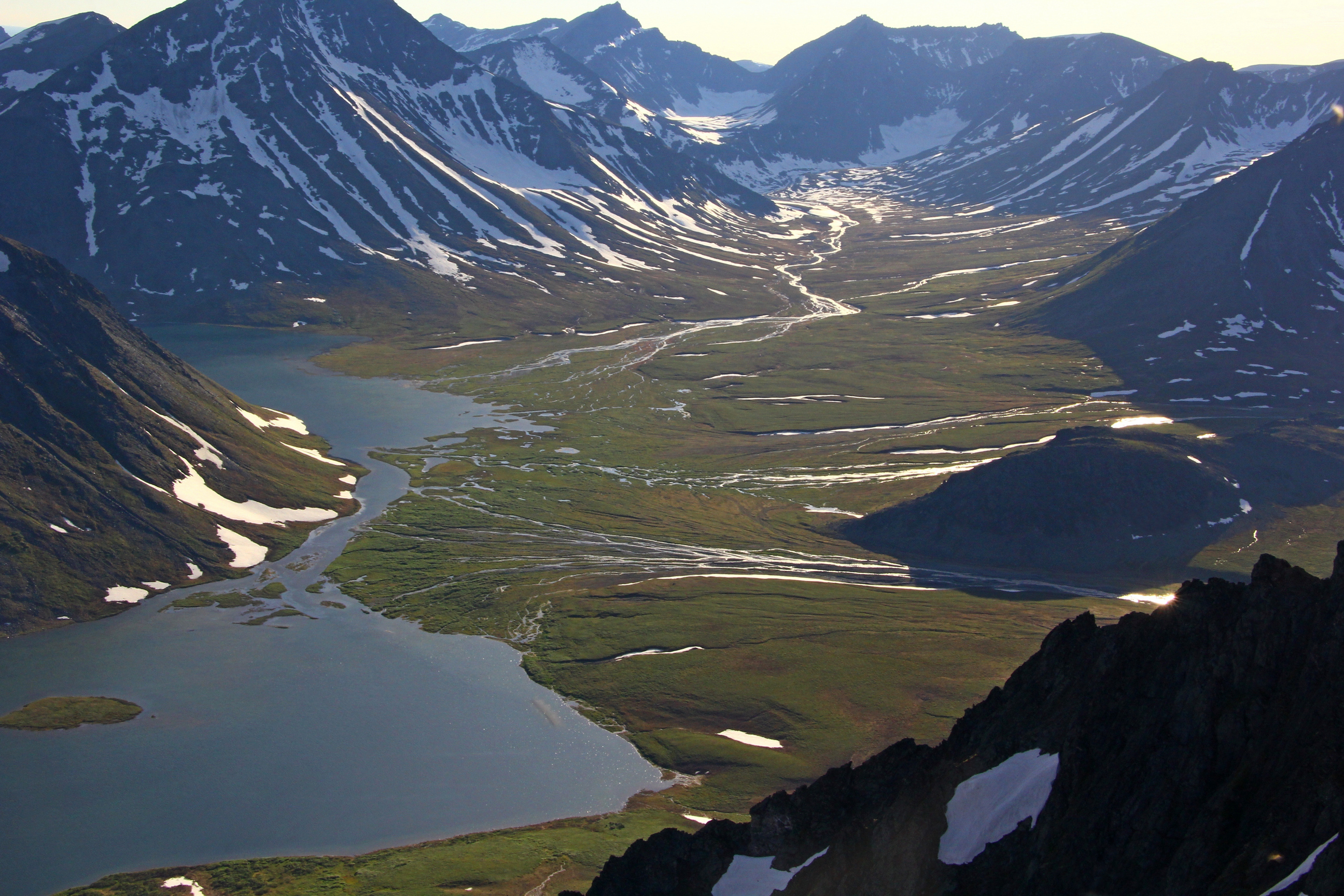
Перемычка между озерами Малое и Большое Хадатаёганлор
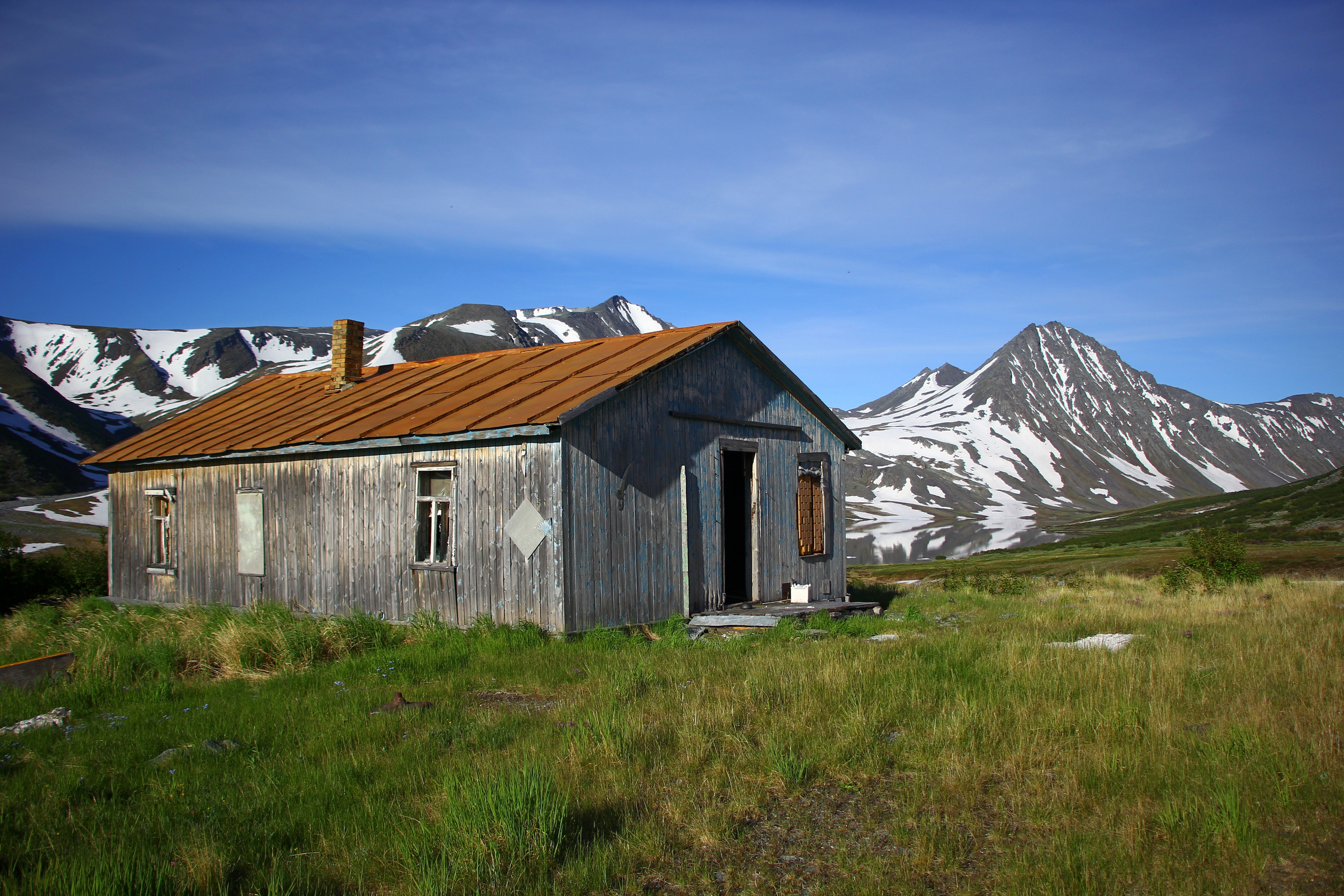
Домик метеостанции у Большой Хадаты
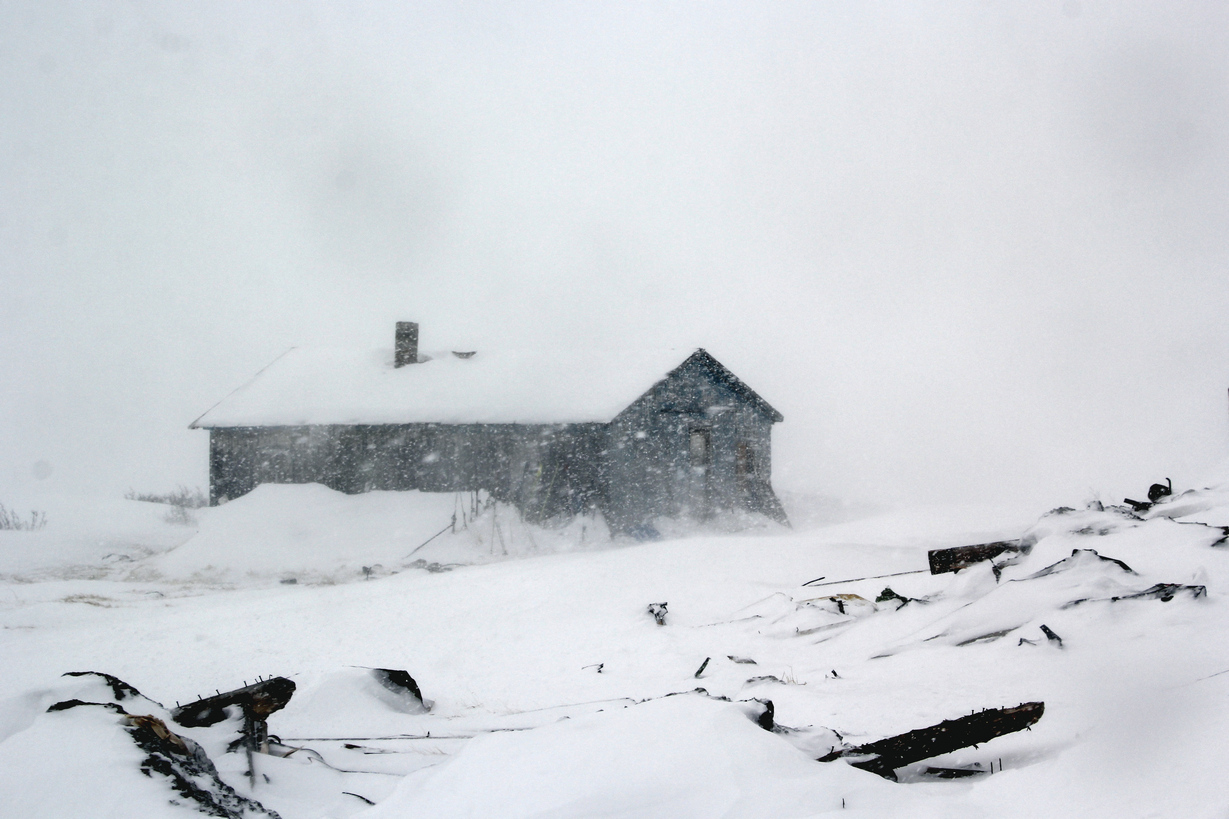
Пурга у домика заброшенной метеостанции у Большой Хадаты
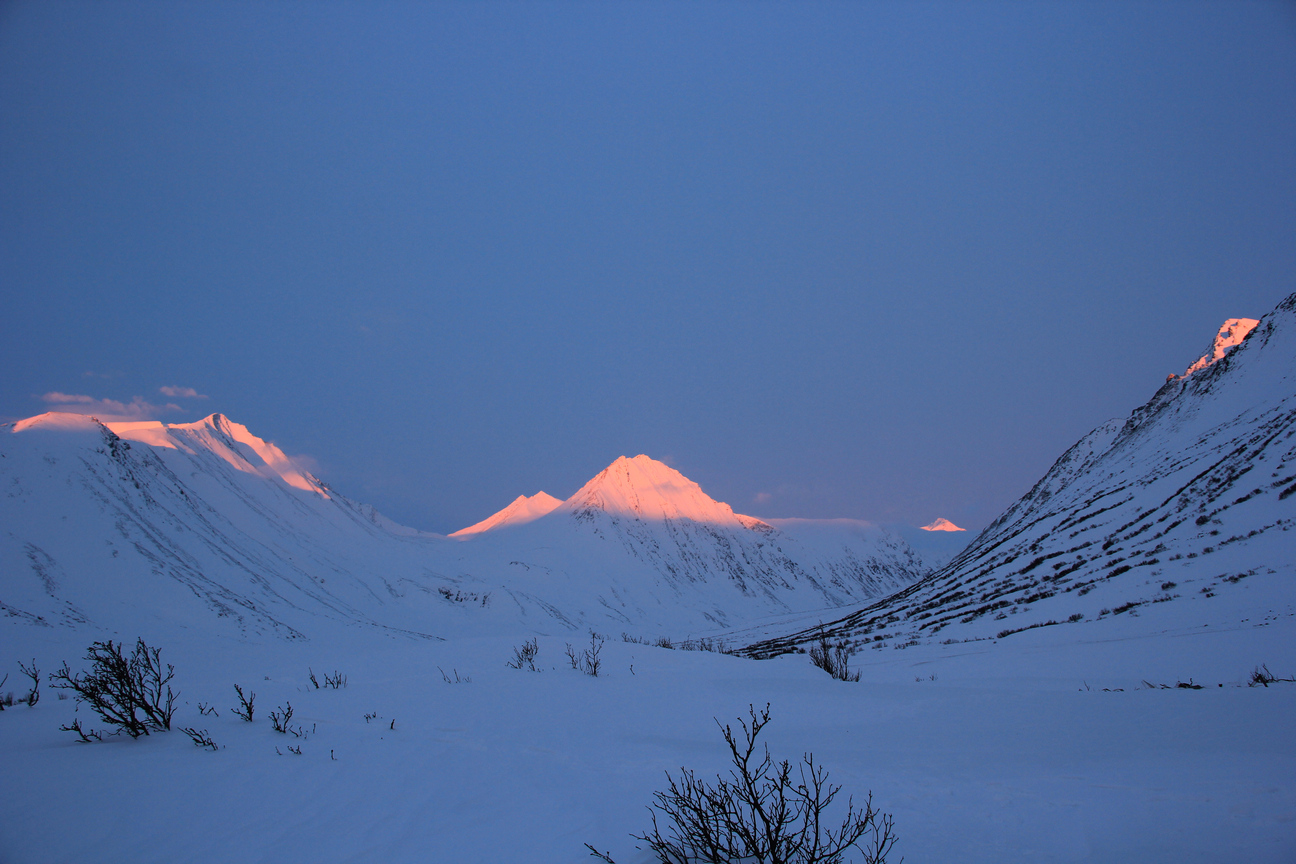
Рассвет на озере Большое Хадатаёганлор в конце марта
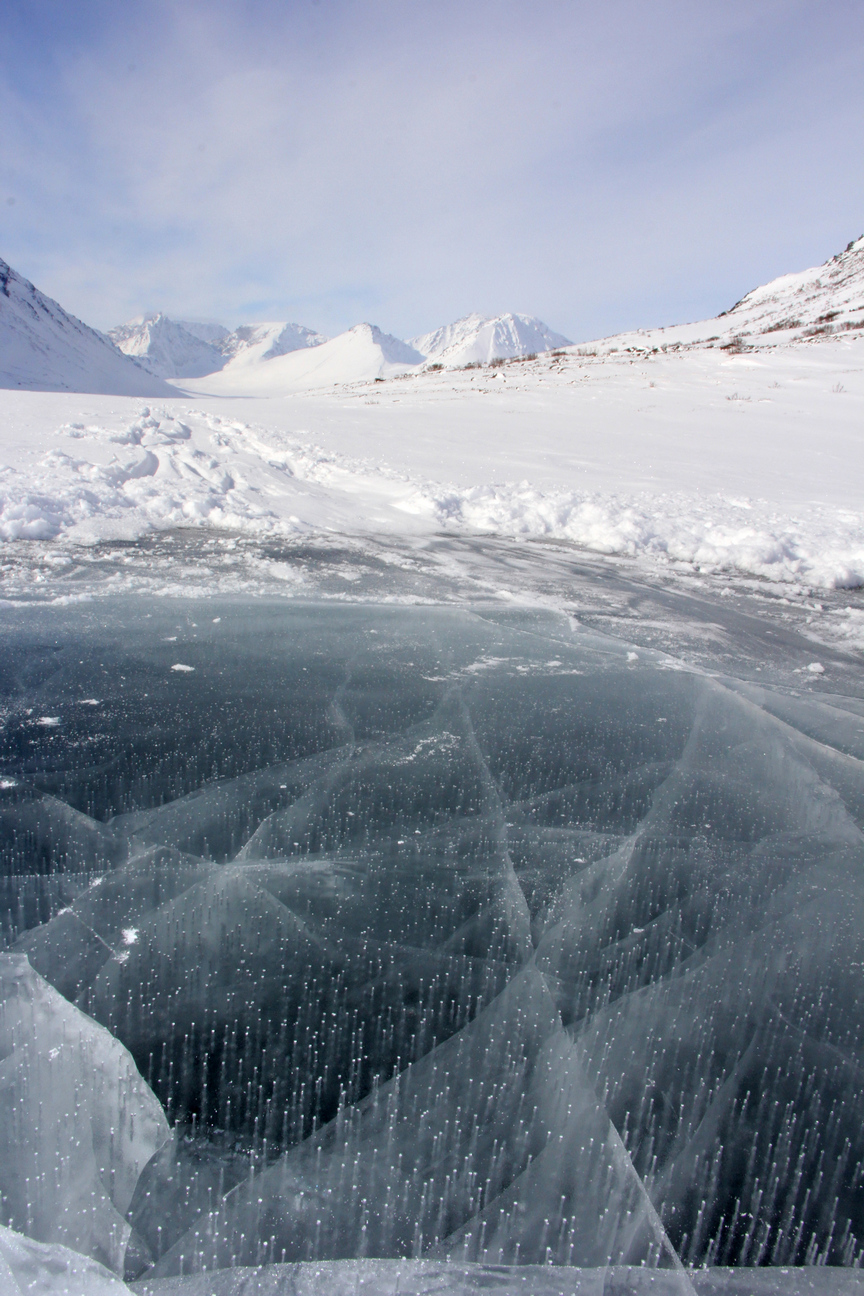
Лёд озера Большое Хадатаёганлор
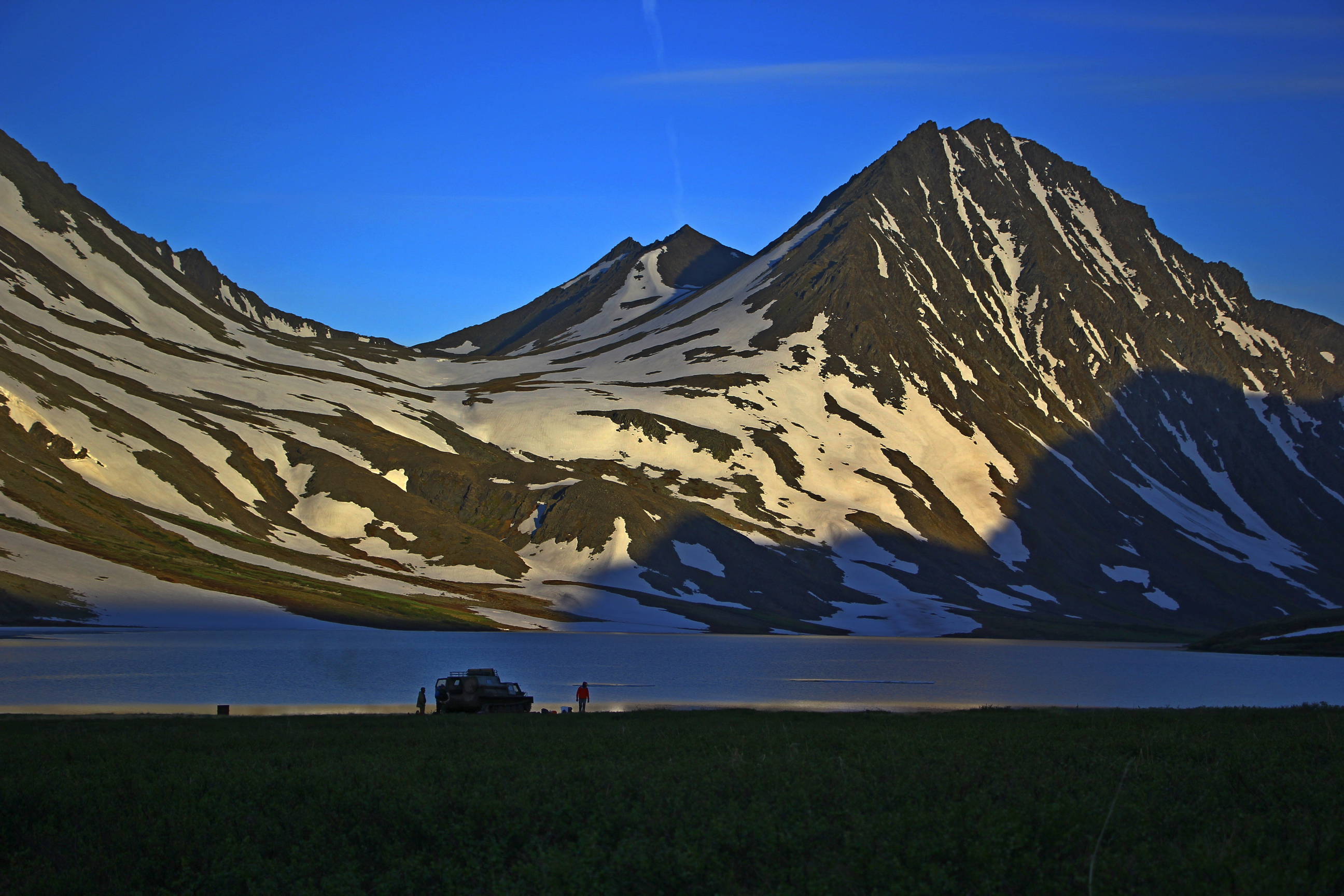
Полярный день на озере Большое Хадатаёганлор (фото снято в 2 часа ночи)
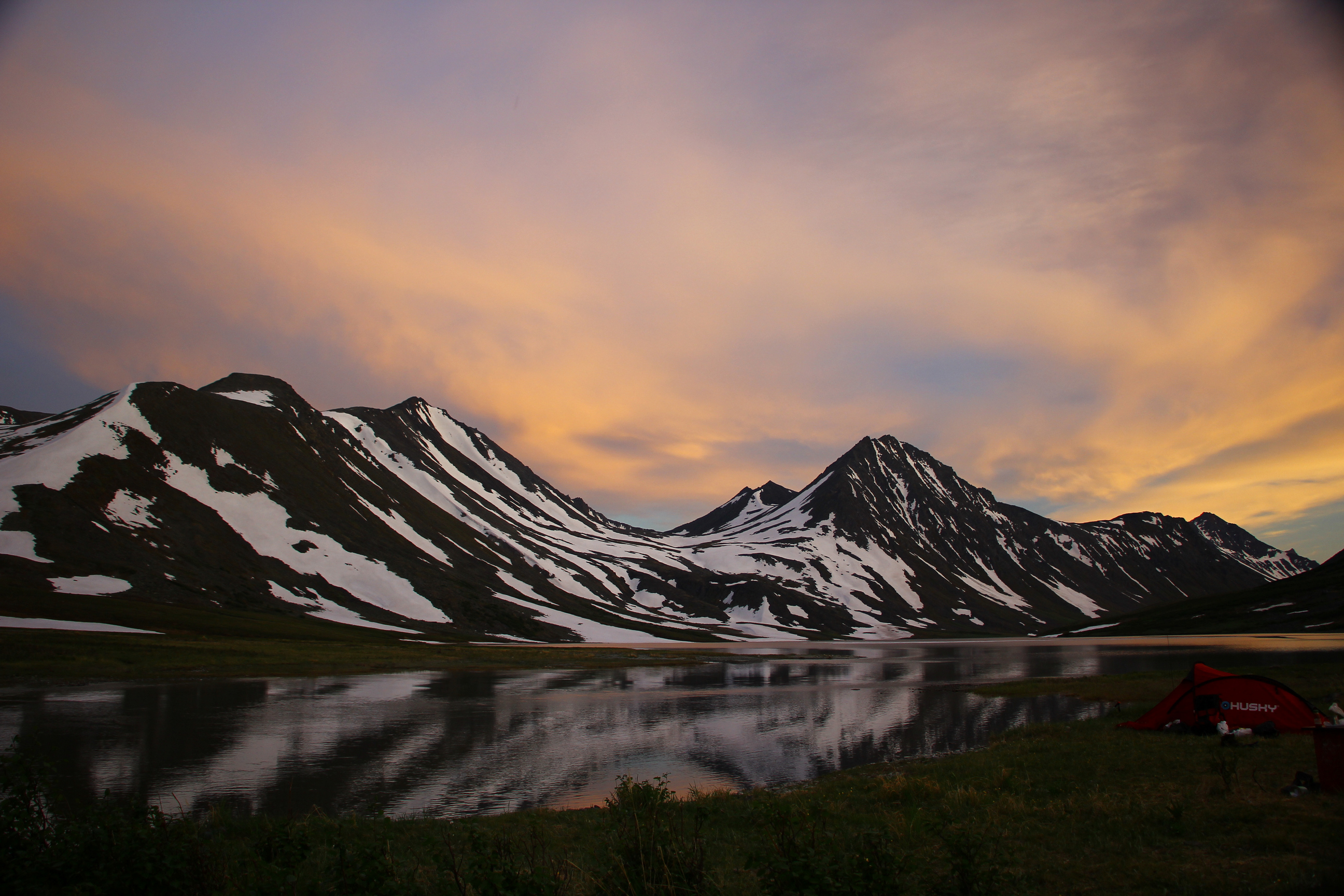
Закат на озере Большое Хадатаёганлор
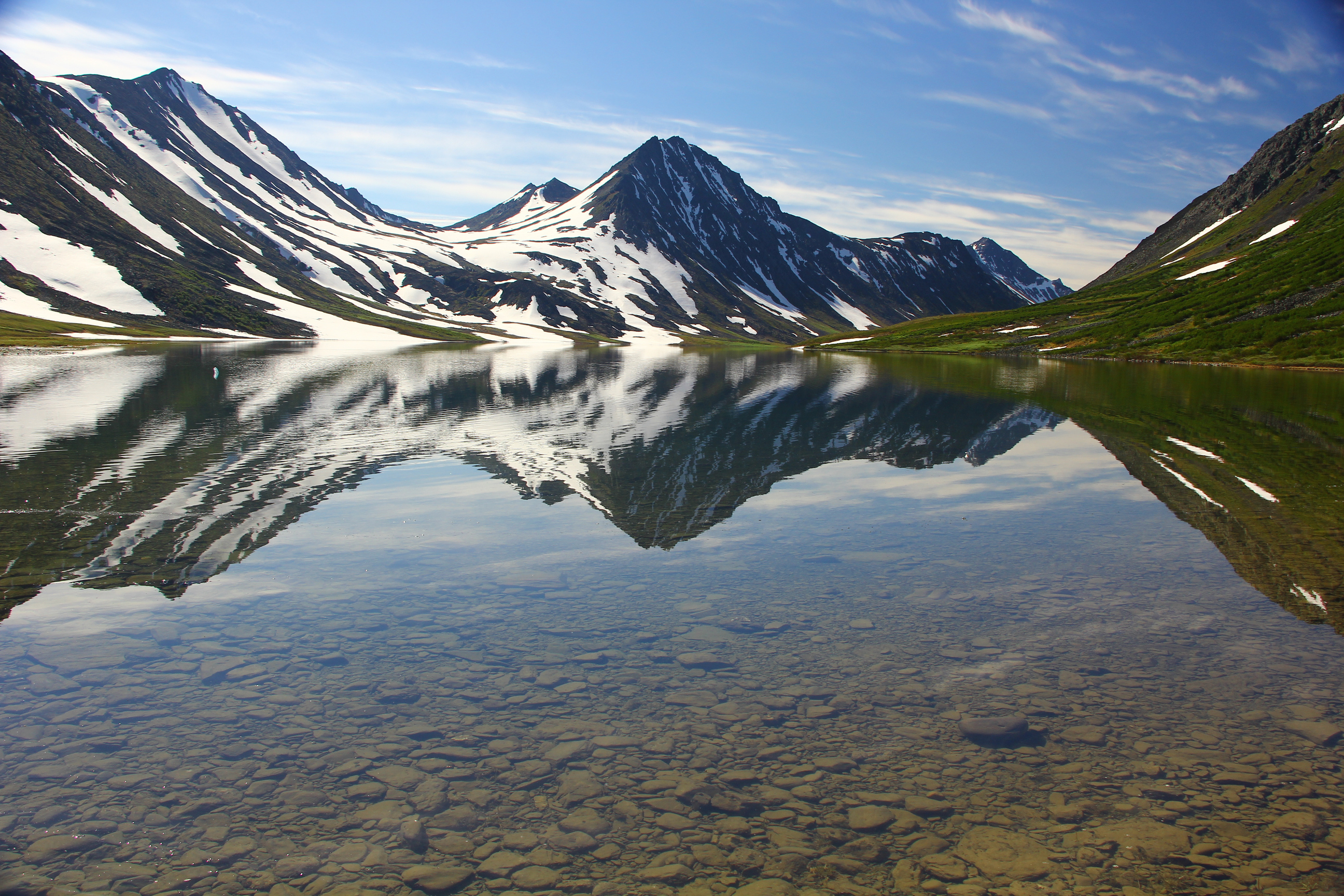
Прозрачность воды озера Большое Хадатаёганлор